# Kunio Lemari

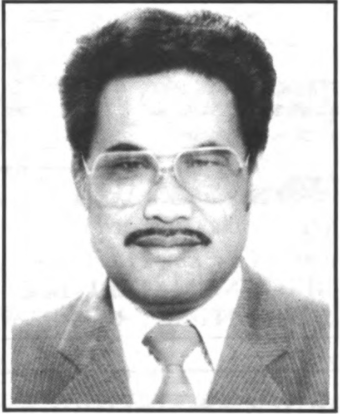
Lemari (1997)

Kunio D. Lemari (* 29. November 1942; † 28. März 2008 in Majuro) war ein Politiker von den Marshallinseln.
Lemari diente im Kabinett von Präsident Amata Kabua als Minister für Transportwesen und Kommunikation. Nach Kabuas Tod am 20. Dezember 1996 übernahm er kommissarisch für drei Wochen die Amtsgeschäfte.
Am 14. Januar 1997 übergab Lemari das Amt an den neu gewählten Präsidenten Imata Kabua.
| Personendaten    | Personendaten            |
| ---------------- | ------------------------ |
| NAME             | Lemari, Kunio            |
| ALTERNATIVNAMEN  | Lemari, Kunio D.         |
| KURZBESCHREIBUNG | marshallischer Politiker |
| GEBURTSDATUM     | 29. November 1942        |
| STERBEDATUM      | 28. März 2008            |
| STERBEORT        | Majuro                   |